# IPad Pro (1. Generation)
Das iPad Pro ist ein Tabletcomputer aus der iPad-Modell-Linie von Apple. Es wurde am 9. September 2015 der Öffentlichkeit vorgestellt und ist der erste Tabletcomputer von Apple, der eine Bildschirmdiagonale von 32,78 cm (12,9″) hat. Auf dem iPad Pro läuft das mobile Betriebssystem iPadOS. Seit dem 11. November 2015 ist das iPad Pro erhältlich. Am 21. März 2016 stellte Apple es mit einer kleineren Bildschirmdiagonale von 24,64 cm (9,7″) vor. Die technischen Daten entsprechen weiterhin größtenteils denen des größeren Modells. Die zwei wesentlichen Hardware-Innovationen, mit denen das Pro im Namen unterstrichen wird, sind die Unterstützung für den Apple Pencil und der Anschluss Smart Connector, der eine Unterstützung für das Smart Keyboard ermöglicht.
Auf der WWDC 2017 am 5. Juni 2017 stellte Apple das iPad Pro der zweiten Generation vor. Anders als die erste Generation hat die kleine Variante nicht mehr eine Bildschirmdiagonale von 9,7″, sondern von 10,5″.

## Beschreibung

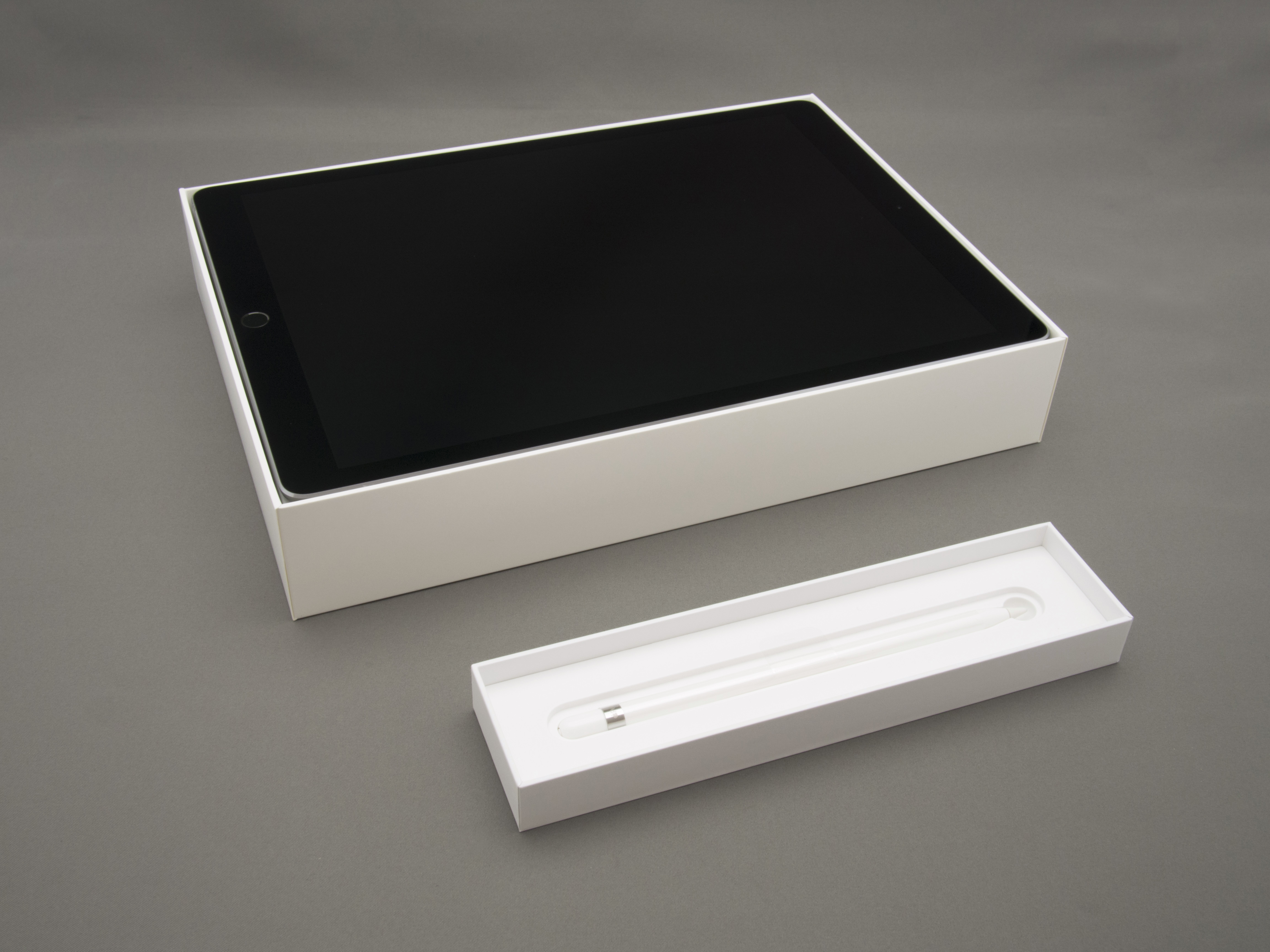
iPad Pro in Originalverpackung, zusammen mit einem Apple Pencil

Es gibt drei Rückseitenfarbvarianten des Geräts, Silber, Gold und Space Grau. Die kleinere Variante gibt es darüber hinaus auch in Roségold. Die Vorderseite ist komplett aus Glas, die Ränder um den zentralen 32,78-cm-Bildschirm sind beim grauen Modell schwarz, sonst weiß. Das Gehäuse besitzt an Ober- und Unterseite je zwei Lautsprecher, eine Smart-Connector-Schnittstelle für Zubehör und eine zentrale Home-Taste mit einem Fingerabdrucksensor (Touch ID). Hinzu kommt eine Frontkamera mit 1,2 und eine Rückkamera mit 8 Megapixel Auflösung. Der Bildschirm löst mit 2732 × 2048 Pixel (5,6 Megapixel) auf. Als Hauptprozessor dient ein mit 2,26 GHz getakteter Apple-Twister-Dualcoreprozessor, der in einem SoC des Typs Apple A9X arbeitet (seit 2017 mit SoC Apple A10 Fusion). Es stehen 4 GB Arbeitsspeicher und wahlweise 32, 64, 128 oder 256 GB und seit 2017 auch 512 GB Festspeicher zur Verfügung. Das iPad Pro verfügt über 2,4 und 5,0 GHz-a/b/g/n/ac-WLAN sowie Bluetooth 4.2 und kann zusätzlich mit einem Mobilfunkmodem (LTE) geliefert werden, das alle gängigen Mobilfunkstandards unterstützt.
Das Modell mit 12,9 Zoll unterstützt USB 3.0 über einen speziellen Controller, das Modell mit 9,7 Zoll nur bis USB 2.0.
Abweichungen des 9,7″-Modells vom 12,9″-Modell
- Abmessungen: 240 mm × 169,5 mm × 6,1 mm
- Gewicht: 437 bzw. 444 g
- Zusätzliche Farbe: Roségold
- Bildschirmdiagonale: 9,7″
- Bildschirmauflösung: 2048 × 1536 Pixel
- Blitzlicht für Kamera
- Kamerauflösung 12 Megapixel, 4K-Videoaufzeichnung möglich
- True-Tone-Display
- fest integrierte Apple-SIM
- LTE-Advanced
- 27,5-Wh-Akkumulator[8]
- 2 GB Arbeitsspeicher[9]
- Geändertes Antennendesign
- Frontkamera mit 5 Megapixel

## iTunes-Fehler 56
Offenbar schienen einige iPad Pros mit 9,7″-Bildschirm durch eine Aktualisierung des Betriebssystems iOS auf Version 9.3.2 nicht mehr benutzbar zu sein, die Geräte blieben nach dem Aktualisierungsvorgang in einer Wiederherstellungsschleife stecken und den Benutzern wurde die iTunes-Fehlermeldung 56 angezeigt. Eine Wiederherstellung, selbst aus dem DFU-Modus heraus, soll unmöglich gewesen sein. Apple gab an, dass das Problem bekannt sei, die Betriebssystemversion 9.3.2 wurde daraufhin für die 9,7″-Modelle vorzeitig zurückgezogen. Laut dem Magazin 9to5mac vorliegenden Quellen wollte Apple womöglich betroffene Geräte austauschen.